# Comédie romantique
 (décembre 2008).
Si vous disposez d'ouvrages ou d'articles de référence ou si vous connaissez des sites web de qualité traitant du thème abordé ici, merci de compléter l'article en donnant les références utiles à sa vérifiabilité et en les liant à la section « Notes et références ».
Une comédie romantique, ou comédie sentimentale (parfois abrégée en mot-valise anglo-saxon rom-com ou romcom, contraction de romantic comedy), au cinéma est un film d’amour qui connait une fin heureuse, à savoir l’union des deux amants potentiels, bien qu’au début de l’histoire des obstacles apparemment rédhibitoires les éloignent. Ce peut être le milieu social, le caractère, les opinions, l’origine ethnique, la nationalité, etc. Le récit alterne scènes humoristiques et moments plus émouvants.

## Humour et amour
La comédie romantique cherche avant tout à raconter une histoire d'amour. Le scénario-type de la comédie romantique peut se résumer ainsi : deux personnes que tout oppose en apparence (l'homme psychorigide et la femme excentrique, le riche homme d'affaires et la pauvre prostituée...) se rencontrent et vont progressivement tomber amoureux l'un de l'autre, mais peinent à l'admettre. Finalement, leur amour triomphe des obstacles et les protagonistes finissent ensemble.
La comédie romantique raconte une histoire d'amour de manière humoristique, mais ne cherche pas constamment à faire rire. Certains estiment qu'un film comme Mary à tout prix (qui, certes, raconte une histoire d'amour) ne saurait être rattaché au genre, car il ne comporte aucune scène qui ne cherche pas à faire rire le spectateur ; il s'agirait donc en fait d'une comédie pure, et non d'une comédie romantique. 
La comédie romantique alterne scènes humoristiques et scènes cherchant davantage à émouvoir (confère la deuxième moitié du film Pretty Woman ou Love Actually dont le ton est beaucoup plus sérieux que dans la première partie), sans pour autant flirter avec le drame. Par exemple, Elle et lui met en scène l'histoire d'amour entre deux personnes dont l'une devient handicapée à la suite d'un accident ; une telle situation est difficilement imaginable dans une comédie romantique, ce qui fait que le film sera plutôt qualifié de comédie dramatique ou de mélodrame.

## Un genre codifié
La comédie romantique ne cherche généralement pas à ménager des chutes imprévisibles : le spectateur sait, dès le début du film (ou plutôt, avant même d'entrer dans la salle), que les protagonistes vont tomber amoureux et qu'ils vont finir par vivre ensemble. La question est de savoir comment ils vont finir ensemble, et c'est sur ce point que les scénaristes doivent faire preuve d'imagination.
Le genre comporte par exemple des figures imposées ou quasi-imposées et des personnages-types.
En tant que genre, il existe cependant des variantes : le scénario de Sa mère ou moi !, par exemple est moins axé sur l'histoire d'amour entre l'héroïne, Charlie, et son futur mari, Kevin (qui sont ensemble au bout d'une demi-heure de film à peine), que sur la rivalité entre Charlie et la mère de ce dernier, qui cherche à empêcher leur mariage d'avoir lieu.
L'autre question liée à celle du genre de la comédie romantique et qui ne peut être considéré comme une variante, est celle de son histoire ou de sa généalogie. Si les traits de la comédie romantique qui ont été retenus dans sa définition sont ceux de la 'New Comedy' de Jonson, il faut penser également à son grand rival du théâtre élisabéthain : Shakespeare (et le modèle de la 'old comédy'). Un critique comme Northrop Frye fait remarquer que tandis que dans la New Comedy on assiste aux efforts d’un jeune homme pour triompher des obstacles que suscite une figure de vieillard (le senex) contre son mariage avec la jeune femme, dans la Old Comedy (celle de Shakespeare) l’accent est mis  sur l’héroïne qui détient peut-être la clé d’une conclusion heureuse et surtout subit quelque chose de l’ordre de la mort et de la résurrection dont on trouve le modèle dans ses dernières comédies de Shakespeare (notamment Le Conte d'hiver).
Cette distinction est reprise par Stanley Cavell dans son élaboration du genre dit des comédies de remariage qu'il repère dans sept films des comédies dites screwball comedies des années 1930-1940 du cinéma hollywoodien.
En 2019, Elizabeth Sankey réalise Romantic Comedy, un documentaire qui analyse et décrypte les films de comédies romantiques.

## Dans les films

### Pays anglophones
- Les Lumières de la ville (1931)
- New York-Miami (1934)
- Cette sacrée vérité (1937)
- La Huitième Femme de Barbe-Bleue (Ernst Lubitsch, 1938)
- L'Impossible Monsieur Bébé (1938)
- Ninotchka (Ernst Lubitsch, 1939)
- La Dame du vendredi (1940)
- Indiscrétions (George Cukor, 1940)
- Rendez-vous (Ernst Lubitsch, 1940)
- The Lady Eve (1941)
- Madame porte la culotte (George Cukor, 1949)
- Cendrillon (Studio Disney, 1950)
- L'Odyssée de l'African Queen (John Huston, 1951)
- Les Hommes préfèrent les blondes (Howard Hawks, 1953)
- Sabrina (Billy Wilder, 1954)
- Le Prince et la Danseuse (Laurence Olivier, 1957)
- Diamants sur canapé (1961)
- Irma la Douce ((Billy Wilder, 1963)
- Quand Harry rencontre Sally (1989)
- Pretty Woman (1990)
- Quatre mariages et un enterrement (1994)
- Le Président et Miss Wade (Rob Reiner, 1995)
- Clueless (1995)
- Vous avez un message (1998)
- Shakespeare in Love (John Madden, 1999)
- Coup de foudre à Notting Hill (Roger Michell, 1999)
- Ce que veulent les femmes (2000)
- American Girls (2000)
- Le Journal de Bridget Jones (2001)
- Un amour à New York (2001)
- Un mariage trop parfait (2001)
- La Revanche d'une blonde (2001)
- Love Actually (Richard Curtis, 2003)
- L'Amour sans préavis (Mark Lawrence, 2003)
- 30 ans sinon rien (2004)
- Lolita malgré moi (2004)
- Pride and Prejudice (2005)
- Le Come-Back (2007)
- Il était une fois (Kevin Lima, Walt Disney Pictures, 2007)
- 27 robes (2008)
- Confessions d'une accro du shopping (2009)
- La Proposition (2009)
- Last Chance for Love (2009)
- Cher John (2010)
- Crazy, Stupid, Love. (2012)
- Il était temps (2013)
- Duo d'escrocs (2013)
- Magic in the Moonlight (Woody Allen, 2014)

### France
- 1937 : Désiré de Sacha Guitry
- 1971 : Les Mariés de l'an II  de Jean-Paul Rappeneau
- 1973 : Pleure pas la bouche pleine de Pascal Thomas
- 1979 : Les Petits Câlins de Jean-Marie Poiré
- 1979 : Courage fuyons d'Yves Robert
- 1983 : Vivement dimanche ! de François Truffaut
- 1993 : Montparnasse-Pondichéry d'Yves Robert
- 2000 : Le Goût des autres d'Agnès Jaoui
- 2001 : Le Fabuleux Destin d'Amélie Poulain de Jean-Pierre Jeunet
- 2002 : L'Auberge espagnole de Cédric Klapisch
- 2003 : Après vous de Pierre Salvadori
- 2005 : Les Poupées russes de Cédric Klapisch
- 2006 : Prête-moi ta main d'Éric Lartigau
- 2006 : Changement d'adresse d’Emmanuel Mouret
- 2010 : Le Nom des gens de Michel Leclerc
- 2010 : Les Émotifs anonymes de Jean-Pierre Améris
- 2011 : Les Femmes du 6e étage de Philippe Le Guay
- 2011 : The Artist de Michel Hazanavicius
- 2012 : Populaire de Régis Roinsard
- 2013 : Casse-tête chinois de Cédric Klapisch
- 2018 : Le Retour du héros de Laurent Tirard
- 2019 : Mon inconnue d'Hugo Gélin
- 2020 : Les Choses qu'on dit, les choses qu'on fait d'Emmanuel Mouret
- 2023 : La Vie pour de vrai de Dany Boon

### Autres pays
- 1955 : Pain, amour, ainsi soit-il de Dino Risi (Italie)
- 1963 : Hier, aujourd'hui et demain de Vittorio De Sica (Italie)
- 1964 : Mariage à l’italienne de Vittorio De Sica (Italie)
- 1995 : La Lune et le Téton de Bigas Luna (Espagne)

## À la télévision
On trouve également des comédies romantiques à la télévision, comme en témoignent certains téléfilms et des séries comme Clair de lune, Desperate Housewifes ou les sitcoms Madame est servie, Une nounou d'enfer, Ugly Betty ou encore Friends.